# طاران
طاران قرية في شمال لبنان قضاء المنية ـ الضنية في محافظة الشمال. تبعد عن العاصمة بيروت 100 كلم وعن طرابلس 22 كلم ويبلغ ارتفاعها عن سطح البحر حوالي 650 متر. أما الطريق المؤدية اليها هي: طرابلس _ القبة_ بخعون _ طاران .